# Valle Castellana
Valle Castellana är en ort och kommun i provinsen Teramo i regionen Abruzzo i Italien. Kommunen hade 915 invånare (2018).